# 草原の道

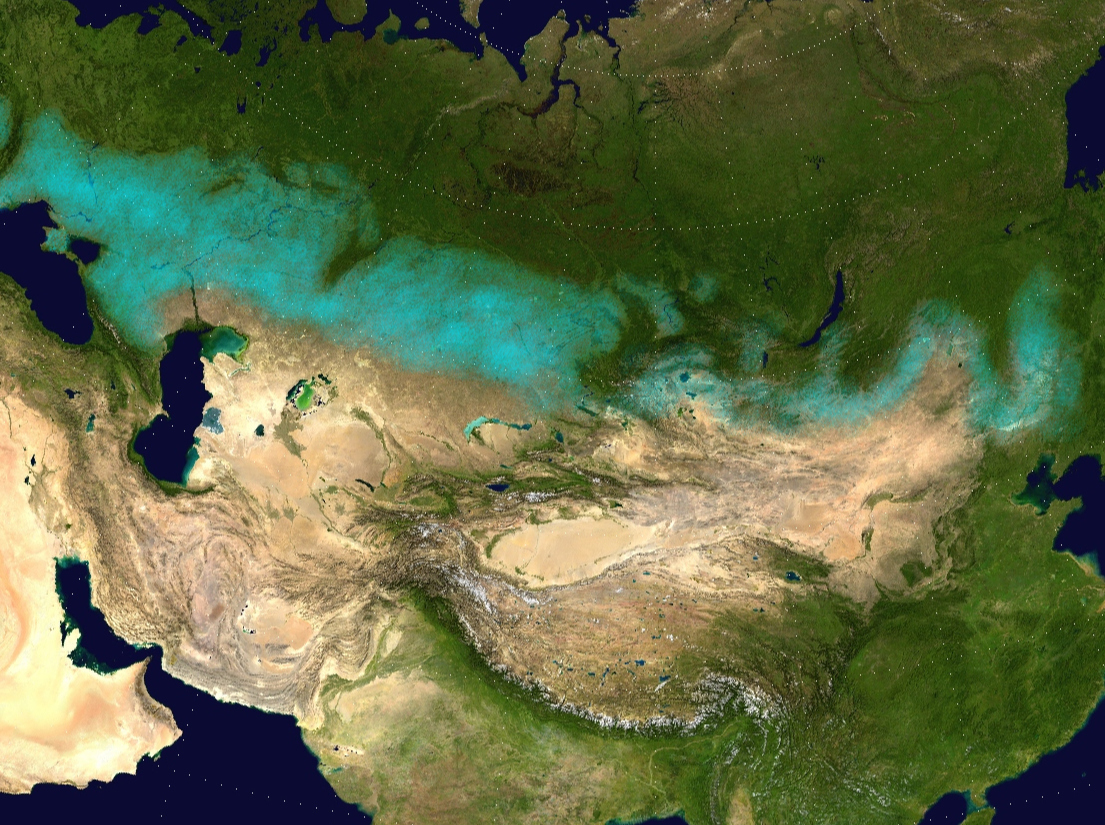
ユーラシア・ステップ（瑠璃色に着色）。緑地と砂漠の中間に位置するエリアである。

草原の道（そうげんのみち、英: Steppe Route）、草原のシルクロード（中: 草原絲綢之路）、ユーラシア・ステップルート（英: Eurasian Steppe Route）とは、シルクロード（絹の道）の先駆けとして利用されていた、ユーラシア・ステップを経由する古代の交易路である。
絹と馬を主な商品とし、毛皮、武器、楽器、宝石（トルコ石、ラピスラズリ、メノウ、ネフライト）などを副商品とした。 全長はおよそ10,000 km (6,200 mi)。草原の道による東西交易は、従来のシルクロード（オアシスの道）の起源とされる年代より、少なくとも二千年は早い。

## ルート
中国西安から北上してゴビ砂漠を抜けてカラコルムに渡り、モンゴルやカザフスタンの草原（ステップ地帯）を通り、アルタイ山脈を抜けてザイサン湖・バルハシ湖に沿い、アラル海（アラリスク）とカスピ海（アストラハン）の北側を経て、黒海（タガンログ）、南ロシア草原に至る。

## 地理

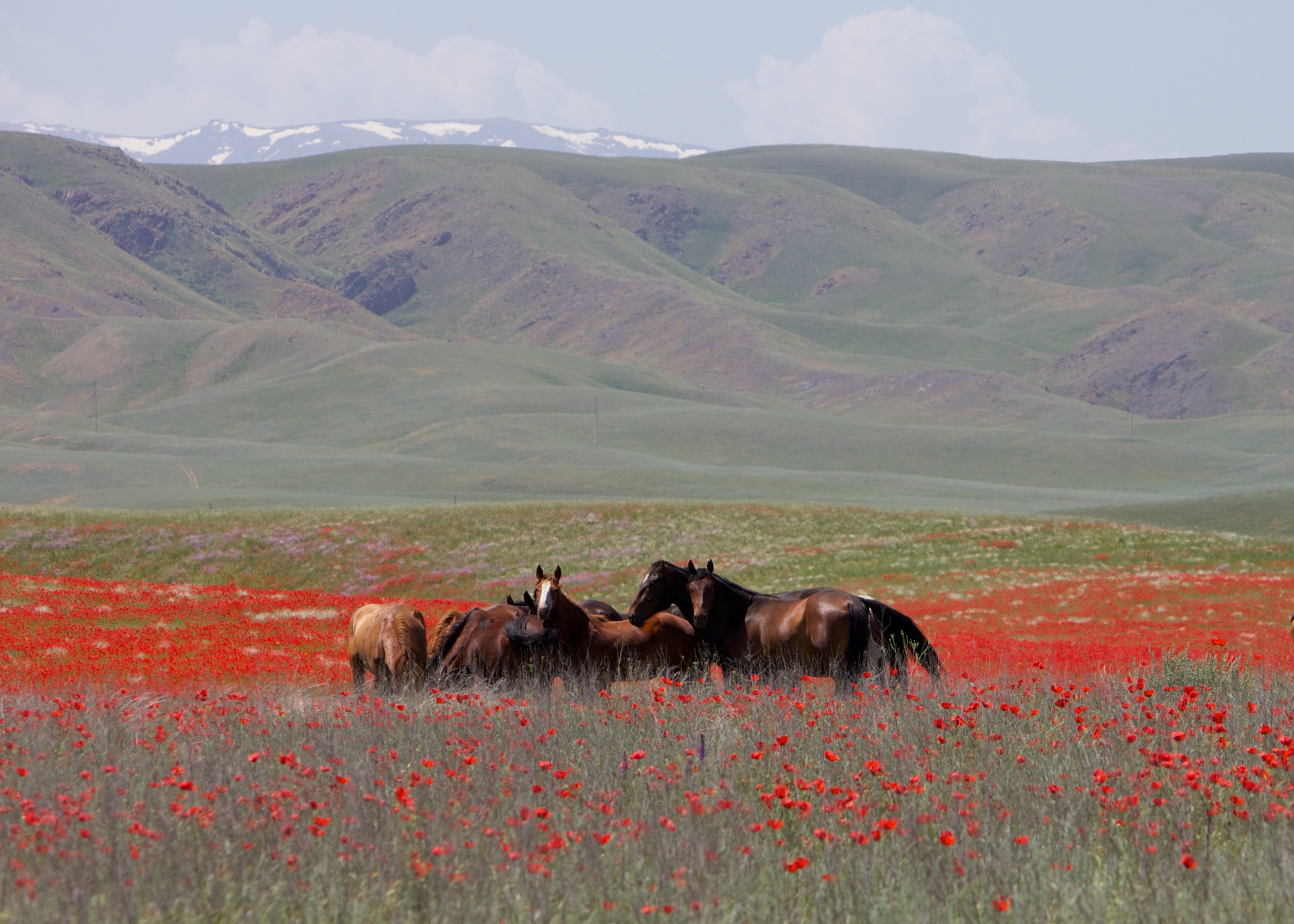
カザフステップ

草原の道は、北アジアの草原を中心に、東ヨーロッパから中国北東部までを結ぶルートである。
ユーラシア・ステップは広く平坦な地形であり、独特の生態系を持っている。北側はロシアとシベリアの森林に囲まれている。南部の半砂漠や砂漠が移動を妨げているが、明確な南部の境界線はない。地形の最大の特徴は、大陸性気候で水が不足しているため、農耕には不安定な環境であることである。ウラル山脈、サヤン山脈から続くアルタイ山脈、大興安嶺山脈の3つの山脈によって、草原は4つに分断され、騎馬で横断することができる。アルタイ山脈のような標高4,000mにも及ぶ山々が障壁となっており、一部の地域は閉鎖系であった。
ユーラシア大陸に沿った広大な領域は、乾燥草原、砂漠、山岳、オアシス、湖、河川やデルタ地帯、低地草原、山岳草原、森林草原など多様な生態系であり 、そこの野生動物は芸術・古代工芸品のインスピレーションの源となっていた。

## ギャラリー

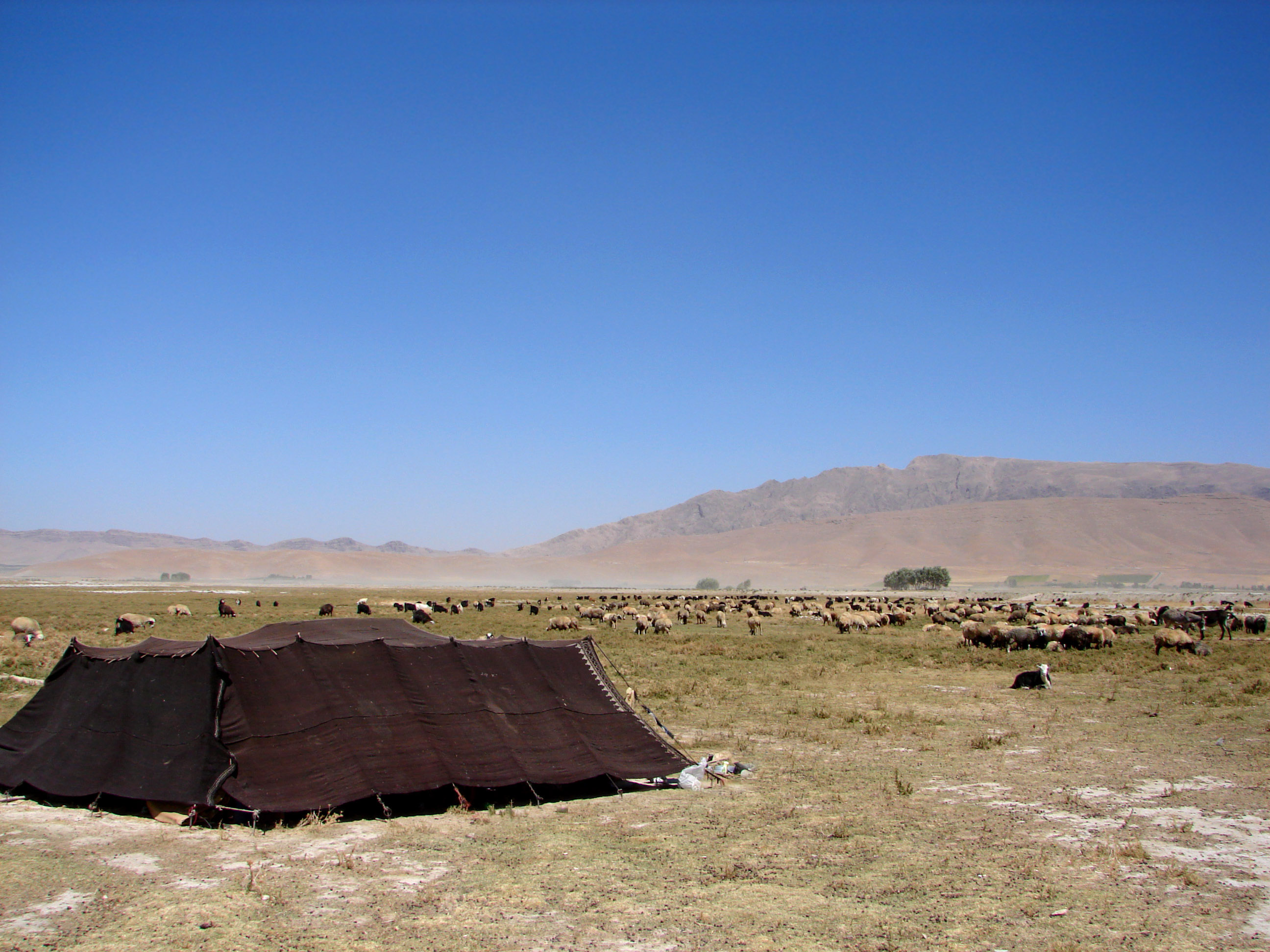
イランバクティアリ州付近の草原。
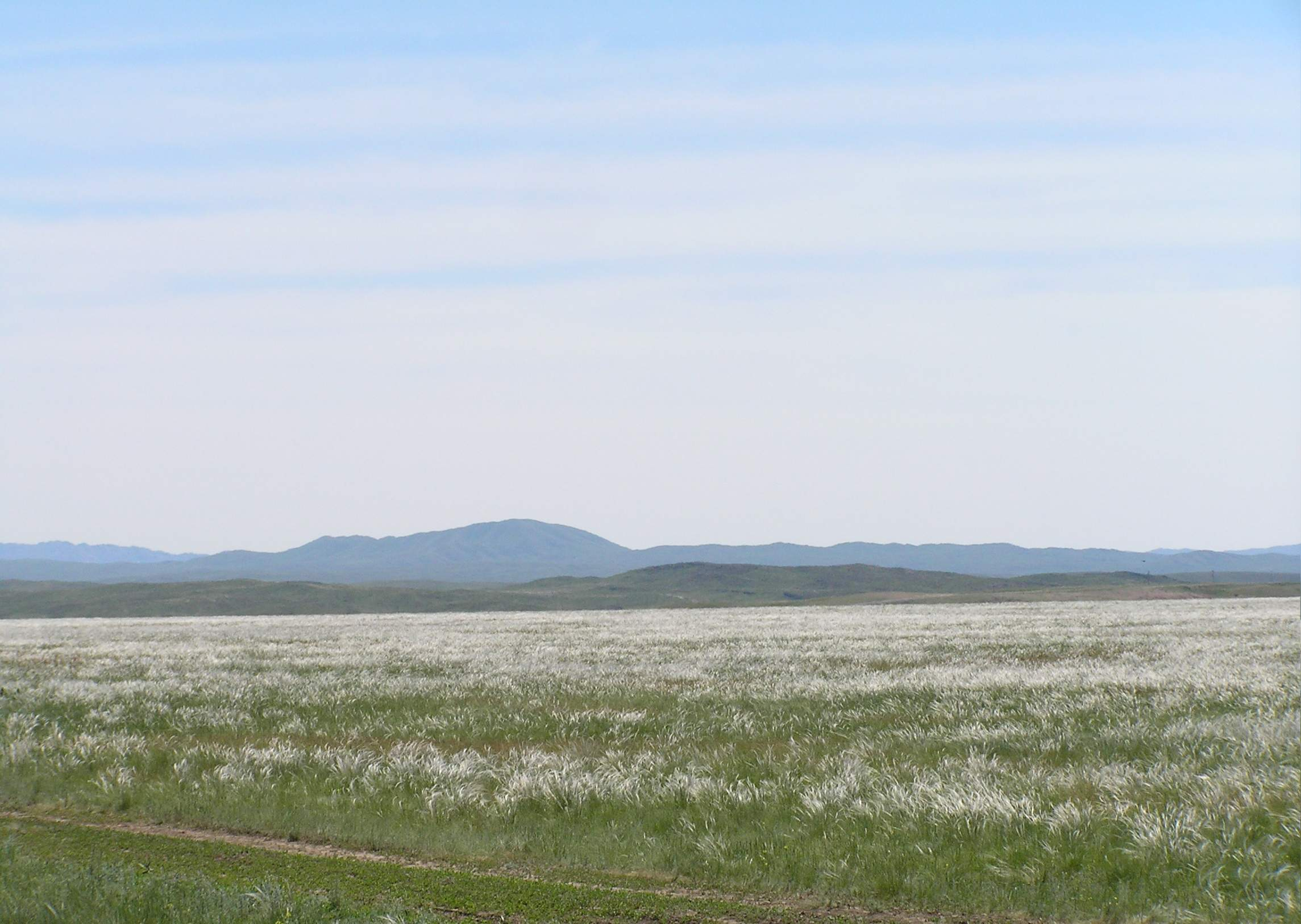
カザフスタン東アヤゴズ地方の草原
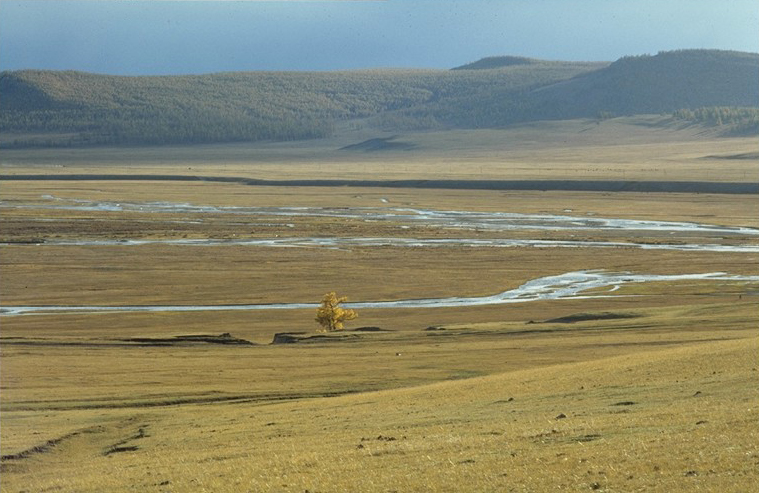
モンゴルの草原